# 蘭嶼發電廠
蘭嶼發電廠為一座位於臺灣臺東縣蘭嶼鄉境內的小型火力發電廠，並且，蘭嶼發電廠為該島嶼上唯一的一座發電廠，並供給全島需使用的電力。目前蘭嶼發電廠由台灣電力公司進行營運商轉與維護。

## 沿革

### 起源
蘭嶼地區在1970年代（民國60年代）以前，全島是沒有任何電力供應的，該島嶼夜間當時僅能以煤油燈進行照明，爾後台灣電力公司於1972年（民國61年）開始策劃辦理離島供電，於1974年（民國63年）起依照中華民國行政院核准「台電公司接辦台灣省離島電業實施方案」中的「開發蘭嶼改善山胞生活整體綜合第一期五年計劃」來執行蘭嶼地區的電力供應計畫。

### 調查
台灣電力公司在開始執行離島供電計畫後，於1976年（民國65年）8月針對蘭嶼地區進行調查。蘭嶼地區只有580戶人家，若辦理蘭嶼地區之發電工程與業務，以當時的台幣幣值及油價計算，當蘭嶼發電廠完工並商轉後每年至少將虧損台幣280萬元。但為配合台灣省政府為改善離島居民生活之政策，不能僅以盈虧來考量，繼續執行蘭嶼地區的供電計畫。

### 興建
1980年（民國69年）台電開始接辦台東縣蘭嶼鄉電業，工程費改由台灣電力公司負擔53%，台灣省政府47%，蘭嶼鄉居民無須負擔任何費用。並在當年1月，台灣電力公司開始為期二年的「無電燈地區供電設備工程」委託台灣電力公司工程隊為蘭嶼地區進行農村電氣化。整體計畫新建了蘭嶼地區全島約25公里的供電線路。
蘭嶼發電廠建物工程於1981年（民國70年）9月開工，最初，發電廠原本計畫設置在蘭嶼鄉椰油村，但因未能順利取得土地所有權，因此放棄該計畫用地，轉而將發電廠興建在蘭嶼機場東南方500公尺處，該土地為輔導會蘭嶼農場所有，並且緊臨蘭嶼地區的環島公路旁。
蘭嶼發電廠第一期工程共在廠房內設置了二台500瓩的柴油發電機組，該兩座機組由德國M.A.N公司製造，而其餘發電機及附屬的設備則由台灣大同公司製造。發電廠廠房與發電機組的安裝由台灣電力公司工程隊協助建設與安置，廠區的配電路線架設由台灣電力公司台東營業處負責架設。

### 完工
蘭嶼發電廠廠房興建工程於1982年（民國71年）7月15日完工並開始全島供電，第一任廠長為劉修道，同時也設立台灣電力公司台東營業區蘭嶼服務所，以為蘭嶼鄉民協助辦理與諮詢相關事項。
初期每日供電11小時，並在當年10月20日將供電時數延長為13至16小時。

### 擴建
蘭嶼發電廠的供電業務成本每度平均約台幣13.5元，而台灣電力公司則按全台統一收費標準向蘭嶼鄉民每度電收取費用約台幣2.4元。唯因發電廠營運成本偏高，蘭嶼地區發電業務開始辦理後第1年實際虧損營運費用損失就達到數百萬元台幣。
1992年（民國81年）年7月9日台灣電力公司因蘭嶼地區居民生活水平提高，用電量劇增，原設置的兩組柴油發電機組已達到發電量的極限，便開始進行蘭嶼發電廠的擴建工程，是為第二期工程，該工程內容為再裝置二台由比利時A.B.C公司所製造的500瓩柴油發電機組，而發電機則是由東元電機公司製造，配電盤由台安電機公司製造，第二期工程於1992年（民國81年）10月5日完工。
自2002年（民國91年）4月起，依據行政院離島建設條例規定，蘭嶼地區住宅用電免收電費，因此導致蘭嶼地區的用電量大增，讓蘭嶼發電廠再度出現發電機組發電量到達上限的問題。為此，2003年（民國92年）2月12日蘭嶼鄉鄉長周貴光訪問台灣電力公司總經理林清吉時，向其闡述蘭嶼地區用電量大增的問題，因此當年25日，蘭嶼發電廠再增設2座韓國M.A.N公司製造的1,000瓩的柴油發電機組來解決發電量不足的問題。

## 設備

### 發電機組

#### 商轉中
| 名稱     | 柴油機類型          | 發電機類型                       | 機組數量 | 發電燃料 | 裝置容量（MW） | 興建年代   | 狀態       |
| -------- | ------------------- | -------------------------------- | -------- | -------- | -------------- | ---------- | ---------- |
| 一號機   | 德国MAN工業製柴油機 | 德国MAN製交流式同步發電機        | 1        | 柴油     | 1.5MW          | 2012年11月 | 商轉中     |
| 二號機   | 德国MAN工業製柴油機 | 德国MAN製交流式同步發電機        | 1        | 柴油     | 1.5MW          | 2012年2月  | 商轉中     |
| 新三號機 |                     |                                  | 1        | 柴油     |                |            | 更新改建中 |
| 新四號機 |                     |                                  | 1        | 柴油     |                |            | 更新改建中 |
| 五號機   | 德国MAN工業製柴油機 | 美国愛默生電力製交流式同步發電機 | 1        | 柴油     | 1.0MW          | 2003年7月  | 商轉中     |
| 六號機   | 德国MAN工業製柴油機 | 美国愛默生電力製交流式同步發電機 | 1        | 柴油     | 1.0MW          | 2003年7月  | 商轉中     |

#### 已汰除
| 名稱   | 柴油機類型            | 發電機類型                     | 機組數量 | 發電燃料 | 裝置容量（MW） | 興建年代   | 狀態     |
| ------ | --------------------- | ------------------------------ | -------- | -------- | -------------- | ---------- | -------- |
| 三號機 | 比利时ABC工業製柴油機 | 臺灣東元電機製交流式同步發電機 | 1        | 柴油     | 0.5MW          | 1993年10月 | 拆除改建 |
| 四號機 | 比利时ABC工業製柴油機 | 臺灣東元電機製交流式同步發電機 | 1        | 柴油     | 0.5MW          | 1993年10月 | 拆除改建 |

### 人員配置
目前蘭嶼發電廠包含台灣電力公司台東營業區蘭嶼服務所的駐場人員共9名工作人員，執行包含發電機組運轉、維護及配電線路之設計、施工、維護及油料運補(油罐車)事務工作及用戶用電等相關業務。

## 其他
蘭嶼鄉目前全島整體用電量約為每月464,000度，總用電戶數為814戶，由於蘭嶼地區因核廢料貯存場存在而有電價優惠，凡是每個月每戶用電量在120度以下則為免費，故台灣電力公司在蘭嶼地區之供電業務每年虧損約新台幣4500萬元。

## 周遭景點
- 大天池
- 小天池
- 八代灣
- 軍艦岩

## 資料來源
1. 1 2  .   [2015-02-10]. （原始内容存档于2015-02-08）.
2. 1 2 3 4 5 6 7 8 9 10 11 12   (PDF).   [2015-02-10]. （原始内容存档 (PDF)于2016-05-08）.
3. ↑  .   [2015-02-10]. （原始内容存档于2014-04-07）.

## 外部連結
- 蘭嶼發電廠簡介 （页面存档备份，存于）